# Fleur Geffrier
Fleur Geffrier est une actrice française, née le 24 août 1986.

## Biographie

### Jeunesse et formations
Fleur Geffrier naît le 24 août 1986 dans le Tarn, d'un père cuisinier et d’une mère au foyer. Elle grandit à Rabastens, près de Toulouse. Elle suit un master Arts du spectacle, à Nice. En 2008, elle arrive à Paris pour intégrer le studio de formation théâtrale de Vitry-sur-Seine, où elle s'essaie notamment à la mise en scène (Macbett d'Eugène Ionesco). En 2013, elle réussit le concours de la classe libre du Cours Florent.

### Carrière
En 2015, Fleur Geffrier commence sa carrière d'actrice à la télévision, en apparaissant 
dans un épisode de la série policière Profilage et dans le téléfilm Mystère à l'Opéra de Léa Fazer, ainsi que le court métrage Don't be afraid d'Étienne Grosbois.
En 2016, elle est serveuse dans le thriller Elle de Paul Verhoeven et Madeleine dans le film romantique Mon ange de Harry Cleven,.
En 2020, elle apparaît dans la série de guerre allemande Das Boot, suite du long métrage allemand du même titre (1981) de Wolfgang Petersen — lui-même adapté du roman Le Styx (1973) et de la nouvelle Die Festung, tous deux du professeur Lothar-Günther Buchheim.
En mai 2021, elle est annoncée, aux côtés de Claire Keim et de Lannick Gautry, dans la série policière Vise le cœur (2022), créée et écrite par les créatrices de la série Profilage, Fanny Robert et Sophie Lebarbier. En août de la même année, elle est choisie, aux côtés de l'acteur japonais Tomohisa Yamashita, pour interpréter le rôle de Camille Léger dans la série Les Gouttes de Dieu (2022), une adaptation du manga du même titre de Tadashi Agi et Shu Okimoto,.
En 2024, elle tient le rôle principal dans le court métrage « À la dérive », de la réalisatrice Celia Pyamootoo, notamment nommé au festival international « Cannes Film Award » dans la catégorie meilleur court métrage produit par la compagnie de production de Camille Razat.

## Filmographie

### Cinéma

#### Longs métrages
- 2016 : Elle de Paul Verhoeven : la serveuse
- 2016 : Mon ange de Harry Cleven : Madeleine, adulte
- 2017 : Monsieur et Madame Adelman de Nicolas Bedos : Marion
- 2017 : La Morsure des dieux de Cheyenne-Marie Carron : Juliette
- 2017 : Jalouse de David et Stéphane Foenkinos : la serveuse du restaurant
- 2018 : Rémi sans famille d'Antoine Blossier : la femme de l'auberge
- 2019 : La Vérité si je mens ! Les débuts de Michel Munz et Gérard Bitton : Marie-Laure Exelmans
- 2021 : Je suis Karl de Christian Schwochow : Odile Duval
- 2021 : Goliath de Frédéric Tellier : la députée écologiste bruxelloise

#### Courts métrages
- 2015 : Don't be afraid d'Étienne Grosbois : la femme avec des chips
- 2016 : Je suis un doute de Camille de La Poëze
- 2017 : Je suis désolé de te déranger de Kevin Garnichat : une des filles
- 2018 : As I Lay de Pascal Bourelier et Stef Meyer : Nött
- 2019 : Plot de Sébastien Auger : Sophie
- 2021 : Anomalie de Michael Jeanpert : Liv
- 2022 : Double je d'Antonin Chalon : Elea
- 2022 : Aérodrome de William le Bras et Gabriel Richard
- 2023 : À la dérive de Célia Pyamootoo

### Télévision

#### Téléfilm
- 2015 : Mystère à l'Opéra de Léa Fazer : Manon Delors
- 2022 : Entre ses mains : Juliette

#### Séries télévisées
- 2015 : Profilage : Léa Chastaing (saison 6, épisode 6 : Démoniaque)
- 2016 : Origines : Juliette Harcourt, la joueuse de poker (saison 2, épisode 4 : Le Dessous des cartes)
- 2016 : Prof T. : le lieutenant de police Lise Doumère (6 épisodes)
- 2017 : Quand je serai grande je te tuerai : Marion Chevin (2 épisodes)
- 2017 : Presque adultes : Marie (saison 1, épisode 10 : Le Mariage)
- 2017 : L'Art du crime : Amalia Rossi (2 épisodes)
- 2018 : Le Chalet : Erika Personnaz (3 épisodes)
- 2018-2020 : Das Boot : Margot Bostal (16 épisodes)
- 2018-2019 : À l'intérieur : Ana Galmont, la victime (6 épisodes)
- 2019 : Double je : Jeanne Granger, la légiste (8 épisodes)
- 2021 : Les Petits Meurtres d'Agatha Christie : Bérangère (saison 3, épisode 2 : La Chambre noire)
- 2022 : Le Voyageur : la capitaine Claudia Etchar (saison 3, épisode 2 : La Vallée de la peur)
- 2022 : Le Code : Louise Litt (2 épisodes)
- 2022 : Vise le cœur : Solange Scola
- 2023 : Les Gouttes de Dieu : Camille Léger (rôle principal, 8 épisodes)
- 2024 : Les Espions de la terreur (mini-série) de Rodolphe Tissot : la commandante de police Lucie Kessler de la DGSI.
- 2025 : Rivages de David Hourrègue : Abigail Dufay
- 2026 : Désenchantées de David Hourrègue

### Clips
- 2014 : Fade Out Lines par The Avener : la jeune femme (réalisé par Antoine Mandot[1])
- 2018 : Ginger par Feu! Chatterton : Ginger
- 2018:  Silver feat Rae Morris par Feaker : La jeune femme
- 2019 : Call of the wild par Agoria : Jane[11]